# Vágseiði
Vágseiði är ett näs i Färöarna (Kungariket Danmark). Det ligger i sýslan Suðuroyar sýsla, i den södra delen av landet. 

## Historia
1906 gjorde fiskare från Vágur en linbana från ravinen Múlagjógv i väster mot öster till Vágseiði. Havet är lugnare i ravinen, och det var bättre att ta båtarna från Múlagjógv upp i luften, dragna av mankraft med linbanan, bättre än att använda det farliga havet runt Heltnarnar till Kleivin. Linbanan var en av anledningarna till att det första elkraftverket på Färöarna byggdes några kilometer norr om Vágseiði, på andra sidan berget Gjógvaráfjall på en plats som heter Botn eller Í Botni (I Botten). De ville ha el till linbanan för att kunna dra båtarna i land. Linbanan finansierades delvis av fiskarna som använde den och delvis av Vágurs kommun.